# Diocesi di Caraguatatuba
La diocesi di Caraguatatuba (in latino: Dioecesis Caraguatatubensis) è una sede della Chiesa cattolica in Brasile suffraganea dell'arcidiocesi di Aparecida. Nel 2023 contava 204.000 battezzati su 344.329 abitanti. È retta dal vescovo José Carlos Chacorowski, C.M.

## Territorio
La diocesi comprende 4 comuni lungo il litorale nord dello stato brasiliano di San Paolo: Caraguatatuba, Ilhabela, São Sebastião e Ubatuba.
Sede vescovile è la città di Caraguatatuba, dove si trova la cattedrale dello Spirito Santo (Divino Espírito Santo).
Il territorio si estende su una superficie 1.949 km² ed è suddiviso in 20 parrocchie.

## Storia
La diocesi è stata eretta il 3 marzo 1999 con la bolla Ad aptius consulendum di papa Giovanni Paolo II, ricavandone il territorio dalla diocesi di Santos.
Originariamente suffraganea dell'arcidiocesi di San Paolo, il 26 gennaio 2001 è entrata a far parte della provincia ecclesiastica dell'arcidiocesi di Aparecida.

## Cronotassi dei vescovi
Si omettono i periodi di sede vacante non superiori ai 2 anni o non storicamente accertati.
- Fernando Mason, O.F.M.Conv. (3 marzo 1999 - 25 maggio 2005 nominato vescovo di Piracicaba)
- Antônio Carlos Altieri, S.D.B. (26 luglio 2006 - 11 luglio 2012 nominato arcivescovo di Passo Fundo)
- José Carlos Chacorowski, C.M., dal 19 giugno 2013

## Statistiche
La diocesi nel 2023 su una popolazione di 344.329 persone contava 204.000 battezzati, corrispondenti al 59,2% del totale.
| anno | popolazione | popolazione | popolazione | presbiteri | presbiteri | presbiteri | presbiteri                | diaconi | religiosi | religiosi | parrocchie |
| anno | battezzati  | totale      | %           | numero     | secolari   | regolari   | battezzati per presbitero | diaconi | uomini    | donne     | parrocchie |
| ---- | ----------- | ----------- | ----------- | ---------- | ---------- | ---------- | ------------------------- | ------- | --------- | --------- | ---------- |
| 1999 | 175.000     | 210.000     | 83,3        | 14         | 6          | 8          | 12.500                    | 2       | 11        | 42        | 7          |
| 2000 | 143.589     | 191.452     | 75,0        | 14         | 9          | 5          | 10.256                    | 4       | 6         | 48        | 7          |
| 2001 | 168.000     | 223.914     | 75,0        | 16         | 8          | 8          | 10.500                    | 4       | 13        | 50        | 8          |
| 2002 | 167.000     | 223.914     | 74,6        | 19         | 13         | 6          | 8.789                     | 4       | 8         | 51        | 8          |
| 2003 | 167.000     | 223.914     | 74,6        | 23         | 16         | 7          | 7.260                     | 10      | 19        | 52        | 10         |
| 2004 | 155.400     | 248.362     | 62,6        | 25         | 15         | 10         | 6.216                     | 10      | 12        | 52        | 12         |
| 2006 | 166.000     | 268.000     | 61,9        | 26         | 17         | 9          | 6.384                     | 10      | 10        | 51        | 16         |
| 2011 | 178.000     | 289.000     | 61,6        | 25         | 15         | 10         | 7.120                     | 9       | 11        | 46        | 16         |
| 2013 | 181.000     | 294.400     | 61,5        | 38         | 32         | 6          | 4.763                     | 6       | 7         | 33        | 17         |
| 2016 | 185.000     | 312.500     | 59,2        | 33         | 27         | 6          | 5.606                     | 5       | 7         | 12        | 17         |
| 2019 | 196.000     | 331.301     | 59,2        | 29         | 24         | 5          | 6.758                     | 6       | 6         | 19        | 19         |
| 2021 | 203.515     | 344.000     | 59,2        | 28         | 25         | 3          | 7.268                     | 24      | 3         |           | 20         |
| 2023 | 204.000     | 344.329     | 59,2        | 30         | 27         | 3          | 6.800                     | 19      | 3         | 12        | 20         |